# Гаэтано Доницетти (судно)
«Гаэтано Доницетти» (Gaetano Donizetti) — судно итальянского торгового флота, которое в ходе Второй мировой войны перешло под немецкий контроль и 23 сентября 1943 года было потоплено в Эгейском море британским эсминцем «Затмение». Названо было в честь композитора Гаэтано Доницетти. 
Трагизм ситуации заключался в том, что, помимо 220 солдат вермахта и членов экипажа, корабль транспортировал более полутора тысяч итальянских военнопленных, захваченных нацистами на острове Родос. В результате число погибших в кораблекрушении, большинство из которых были врагами нацистской Германии, превысило число жертв на лайнере «Титаник» и составило более 1800 человек. Погибли все, кто находился на борту.